# Film 3D
Un Film 3D este un tip de film care folosește proiectarea tri-dimenisonală. De obicei, filmele 3D sunt privite în cinematografe. În ultima vreme, mai multe filme au fost lansate spre cumpărare în format 3D.